# Аксаково (Крым)
Акса́ково (до 1948 года Тайма́с Неме́цкий; укр. Аксакове, крымскотат. Nemse Taymaz, Немсе Таймаз) — исчезнувшее село в Нижнегорском районе Республики Крым (согласно административно-территориальному делению Украины — Автономной Республики Крым), располагавшееся на юго-западе района, в степной части Крыма, примерно в 1,5 км к юго-западу от современного села Кукурузное.

## История
Немецкая лютеранская колония Таймаз немецкий, или Дейч-Таймаз, была основана на 1002 десятинах земли в составе Табулдинской волости Симферопольского уезда в 1897 году. В 1904 году в колонии было всего 15 жителей, в 1911 году — уже 72. По Статистическому справочнику Таврической губернии. Ч.II-я. Статистический очерк, выпуск шестой Симферопольский уезд, 1915 год, в деревне Таймаз немецкий Табулдинской волости Симферопольского уезда числилось 10 дворов с немецким населением в количестве 50 человек приписных жителей и 79 — «посторонних», из которых 74 мужчины и 55 женщин. Жители владели 1450 десятинами удобной земли. В хозяйствах имелось 74 лошади, 128 волов, 44 коровы и 10 голов мелкого скота (в 1918 году — 73 человека).
После установления в Крыму Советской власти, по постановлению Крымревкома № 206 «Об изменении административных границ» от 8 января 1921 года была упразднена волостная система и село вошло в состав Ичкинского района Феодосийского уезда, а в 1922 году уезды получили название округов. 11 октября 1923 года, согласно постановлению ВЦИК, в административное деление Крымской АССР были внесены изменения, в результате которых округа были отменены, Ичкинский район упразднили, включив в состав Феодосийского в состав которого включили и село. Согласно Списку населённых пунктов Крымской АССР по Всесоюзной переписи 17 декабря 1926 года, в селе Таймаз (немецкий), Новосельевского сельсовета Феодосийского района, числилось 22 двора, из них 21 крестьянский, население составляло 54 человека, из них 46 немцев, 7 русских и 1 татарин. Постановлением ВЦИК «О реорганизации сети районов Крымской АССР» от 30 октября 1930 года был создан Сейтлерский район (по другим сведениям 15 сентября 1931 года) и село передали в его состав. Вскоре после начала Великой Отечественной войны, 18 августа 1941 года крымские немцы были выселены — сначала в Ставропольский край, а затем в Сибирь и северный Казахстан.
В 1944 году, после освобождения Крыма от фашистов, 12 августа 1944 года было принято постановление № ГОКО-6372с «О переселении колхозников в районы Крыма» и в сентябре 1944 года в район приехали первые новосёлы (320 семей) из Тамбовской области, а в начале 1950-х годов последовала вторая волна переселенцев из различных областей Украины. С 25 июня 1946 года Таймаз в составе Крымской области РСФСР. Указом Президиума Верховного Совета РСФСР от 18 мая 1948 года Таймас немецкий переименовали в Аксаково. 26 апреля 1954 года Крымская область была передана из состава РСФСР в состав УССР. Ликвидировано до 1960 года, поскольку в «Справочнике административно-территориального деления Крымской области на 15 июня 1960 года» селение уже не значилось (согласно справочнику «Крымская область. Административно-территориальное деление на 1 января 1968 года» — в период с 1954 по 1968 год, как село Садового сельсовета).

### Динамика численности населения
| - 1904 год — 15 чел. - 1911 год — 72 чел. - 1915 год — 50/79 чел. | - 1918 год — 73 чел. - 1926 год — 54 чел. |